# Киллешин

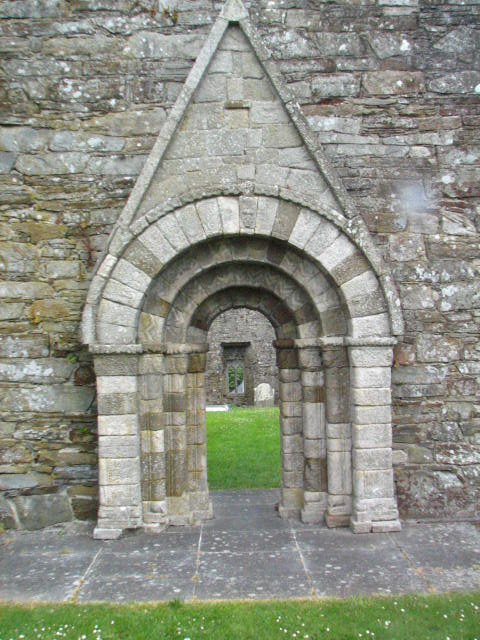

Киллешин (англ. Killeshin; ирл. Cill Uisean) — деревня в Ирландии, находится в графстве Лиишь (провинция Ленстер) рядом с трассой R430. Население — 1300 человек (оценочно).